# João Paiva
João Paiva dos Santos ou simplesmente João Paiva, foi um jornalista brasileiro, cujo carreira durou 43 anos trabalhando para Gazeta da Tarde, Última Hora e Gazeta de Notícias. Também fez teatro.
Paiva nasceu em 20 de janeiro de 1892 e faleceu em 8 de janeiro de 1976.